# Geitung
Geitung est une île norvégienne du comté de Hordaland appartenant administrativement à Bømlo.

## Description
Rocheuse et couverte d'aune légère végétation, elle s'étend sur environ 788 m de longueur pour une largeur approximative de 760 m. Elle compte une dizaine d'habitations. 